# Jan Wojtas
Jan Kazimierz Wojtas (ur. 26 listopada 1966 w Kamiennej Górze) – polski biathlonista, obecnie łucznik. Reprezentował Polskę na mistrzostwach świata oraz igrzyskach olimpijskich, lecz ani razu nie zdobył punktów w zawodach Pucharu Świata.
Od 2010 roku występuje w zawodach łuczniczych z łuku bloczkowego. W 2015 roku wystąpił na mistrzostwach świata w Kopenhadze w rywalizacji indywidualnej. Odpadł w pierwszej rundzie, przegrywając z Norwegiem Njålem Åmåsem. W zawodach par mieszanych razem z Katarzyną Szałańską zajął 24. miejsce w kwalifikacjach i nie awansował do rundy finałowej.

## Osiągnięcia

### Zimowe igrzyska olimpijskie
| 1992 Albertville (Francja)  | 56. miejsce (SP), 9. miejsce (RL) |
| 1994 Lillehammer (Norwegia) | 67. miejsce (IN), 8. miejsce (RL) |

### Mistrzostwa świata
| 1986 Oslo/Holmenkollen (Norwegia) | 75. miejsce (IN)                   |
| 1989 Freistritz (Austria)         | 69. miejsce (IN), 40. miejsce (SP) |
| 1995 Anterselva (Włochy)          | 47. miejsce (SP), 7. miejsce (RL)  |